# Neocea
Neocea is een geslacht van hooiwagens uit de familie Zalmoxioidae. De wetenschappelijke naam van het geslacht werd in 1987 door M.A. González-Sponga gepubliceerd als Cea. Die naam was echter in 1837 al door Walker gebruikt voor een geslacht van vliesvleugeligen uit de familie Pteromalidae, en dus niet meer beschikbaar. In 2008 publiceerde Hüseyin Özdikmen daarop het nomen novum Neocea voor het geslacht van hooiwagens.

## Soorten
Neocea is monotypisch en omvat slechts de volgende soort:
- Neocea lanceolata (González-Sponga, 1987)